# Сура (Архангельская область)
Су́ра (Сурский погост) — село в Пинежском районе Архангельской области. Административный центр Сурского сельского поселения.

## История
Одно из древнейших поселений на Пинеге. Когда и при каких обстоятельствах здесь возникло поселение определить трудно, но упоминается оно с XV века — как «Сура поганая»: в новгородской отказной под 1471 годом, а далее — в Новгородской летописи около 1505 года «значится в числе других селений, доставшихся по разделу Великого князя Московского Иоанна III старшему сыну его Василию».
Село в разное время входило в состав Кеврольского, Пинежского и Архангельского уездов.

## Население
| 2002 | 2010 | 2012 |
| ---- | ---- | ---- |
| 878  | ↘727 | ↗946 |

В 2009 году числилось 967 человек.

## Известные уроженцы

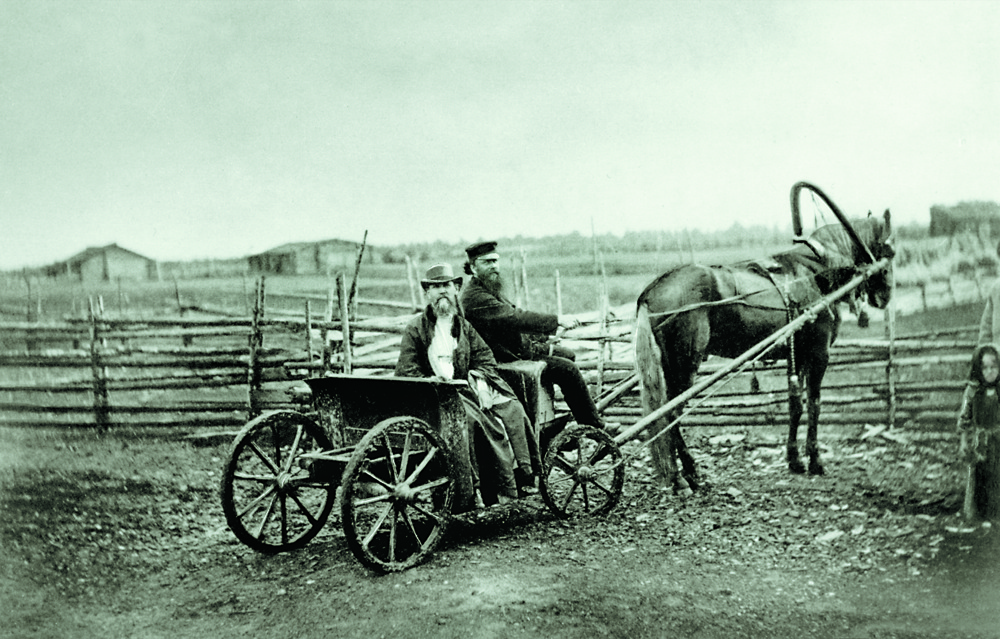
Иоанн Кронштадтский в селе Сура

- Здесь родился протоиерей Андреевского собора в Кронштадте Иоанн Сергиев (Иоанн Кронштадтский). Сейчас здесь действует музей Иоанна Кронштадтского, созданный Серафимой Вячеславовной Даниловой, матерью звонаря Ивана Данилова. До сих пор там живут родственники Иоанна Кронштадтского.
- Жадяев, Владимир Иванович (р. 1958)  — советский прыгун на батуте, мастер спорта СССР международного класса. Чемпион мира в синхронных прыжках на батуте (1978).
- Священником в Сурском приходе служил Сергий Малопинежский.

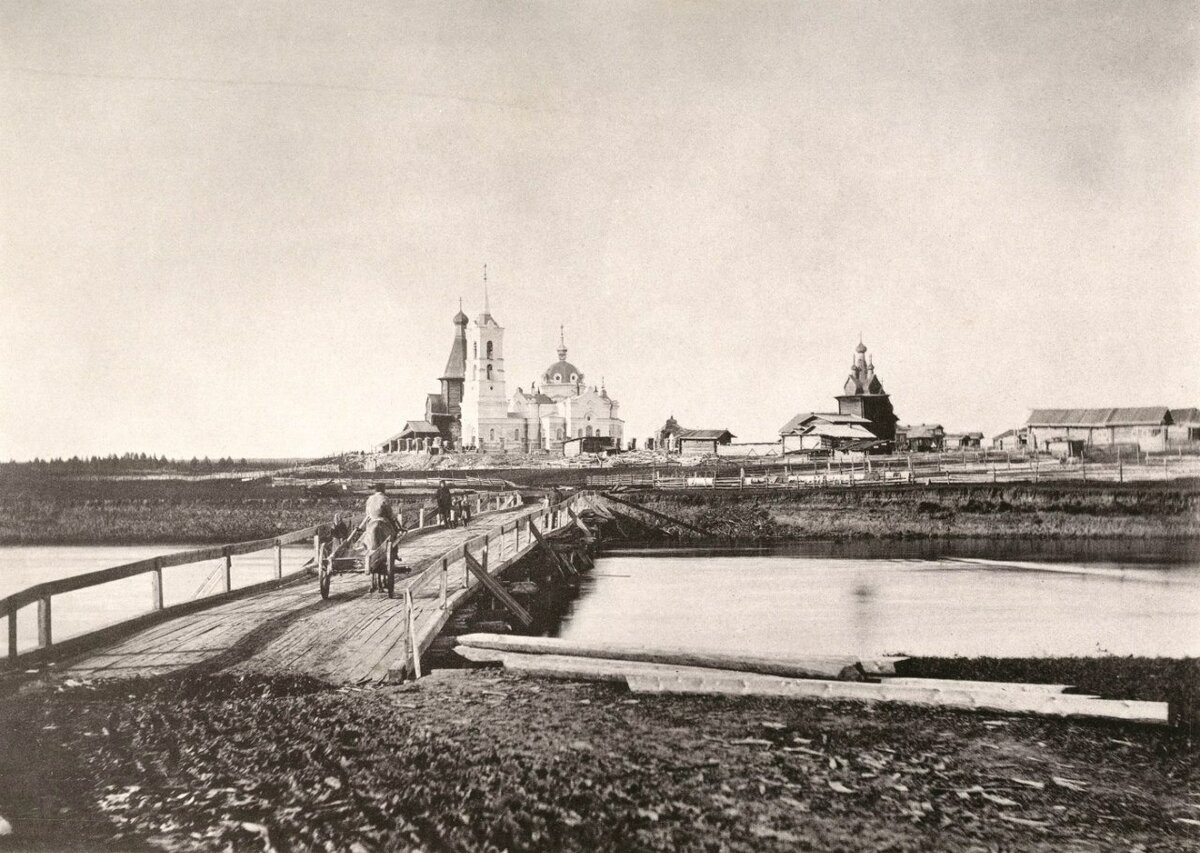
Монастырь

## Достопримечательности
- Иоанно-Богословский Сурский женский монастырь, основанный (первоначально как женская община) в 1899 году Иоанном Кронштадтским. Закрыт в 1920 году; с июня 2011 началась его реставрация.
- Свято-Никольский источник
- Деревянная Введенская церковь — шатровая, «круглая о двенадцати стенах», рубленная в 1586 году и «освящённая 21 ноября 1857 г.»[3]
- Троицкий скит в Летовской роще.
- Никольская церковь (в настоящее время реставрируется) — «деревянная пятиглавая одношатровая церковь <…> построенная в 1687 г. по грамоте архиепископа Афанасияот 22 марта того же года <…> в 1894 г. разобрана <…> для перенесения на приходское кладбище»[3]
- Музей Иоанна Кронштадтского.

## Интересные факты
Амбар-магазея XIX века постройки был перевезён из Суры в экспозицию государственного музея деревянного зодчества Русского Севера «Малые Корелы».

## Связь
Операторы сотовой связи:
- МегаФон

Интернет:
- ОАО «Ростелеком»

### Карты
- [mapp38.narod.ru/map1/index19.html Топографическая карта P-38-19,20. Новолавела]
- Топографическая карта P-38-020-C,D